# Абилгазы Каипулы
Абилгазы Каипулы (Абулгазы-хан, Абулгазы, Абу-ль-Гази-хан III, Абилгазы III) (год рождения неизвестен — 1815 год) — казахский султан, хан Хивинского ханства. Старший сын Каип-хана II, внук хана Батыра.

## Биография
В конце 1767 — начале 1768 года был провозглашён ханом Хивы. Под именем Абилгазы III правил полгода, по другим источникам — всего лишь около месяца. В 90-е годы XVIII века — хан каракалпаков. После смерти отца избран ханом родов шекти и алимулы (1794—1815) со ставкой в Янгикенте.
Последние годы жизни, лишившись поддержки сородичей, провёл в нищете. Место захоронения неизвестно.

## Семья
Сыновья: Арынгазы, Ильяс, Нурым, Пысжан (Бошан), Арду, Ескандир, Елжан.